# 丈部竜麻呂
丈部 竜麻呂（はせつかべ の たつまろ、生年不明 - 天平元年（729年）は、奈良時代の官人。官職は摂津国班田使史生。

## 記録
その名前は『万葉集』に収録された以下の和歌によってのみ伝わっている。
訳：天平元年、摂津国の班田の書記の丈部竜麻呂が自ら首をくくって死んだ時に、判官大伴宿禰三中が作った歌一首と短歌
訳：「天雲の　垂れ伏す（遠い）国の　ますらおと　言われる者は、天皇の　宮殿で　外のまわりに　立って警備し　禁中に　おそばに仕え申し　（玉葛）　ますます末長く　父祖の名も　継ぎゆくべきものなのだ」と、父母や　妻や子供らに　説き聞かせて、出発した日からずっと　（たらちねの）　その母君は　斎瓮（いわいべ＝神事に用いる土器）を　わが前に据え置き　片手には　木綿（ゆう）を持ち　片手には　にぎたえ（柔らかい細布）を捧げ持って　つつがなく　元気であれと　天地の　神に祈って　何年の何月何日かに　（つつじ花）　明るい顔で　（にほ鳥の）　波を越えて帰って来るかと　立ったりすわったりしながら　（母の）待っていたであろう、その当人は　天皇の　仰せに従い　（おしてる）　難波の国に　（あらたまの）　年が代わるまでも　（白たへの）　衣も洗わず　朝夕　忙しく暮らしていた、その当人は　どのように　思われてか　（うつせみの）　惜しいこの世を　（露霜の）　あとに残して去っていったのであろう　まだ（死ぬべき）時ではないのに
訳：昨日は　君はこの世にあったのに　思いがけなくも　浜松の上に　雲となって棚引いている
訳：早く帰ってほしいと　待っている妻に　（玉梓の）言伝てもせず　死んでしまった君だ

## 考証
この竜麻呂は、摂津国班田使になる前は、本文中に「武士」とあり、衛士などの内裏の警固にあたる兵士であったことが分かる。実家に母親が居り、妻子もいた。
また、「難波の国に　あらたまの　年経るまでに　白たへの　衣干さず　朝夕に　ありつる君は」ともあるので、難波宮で勤務していた可能性もある。
彼の自殺した要因であるが、
1. この時の班田使は、神亀6年（729年）3月の太政官奏により、全国の口分田を収公して再班給するという性格で[4]、かなり厳しい状況の中で行われたものであったことが推定される。その激務の中で心身を消耗し、自殺に追い込まれたものと思われる[5][6]。
2. この歌が詠まれた年は天平元年（729年）で、同年初め（神亀6年2月）に長屋王の変で長屋王・吉備内親王一家が自殺に追い込まれている。『万葉集』にも同年に倉橋部女王が詠んだとされる歌と[7]、その息子の膳夫王を悲傷した詠み人知らずの歌が直前に収録されていることより[8]、竜麻呂も長屋王と何かの縁があった可能性がある。